# Ludwigia kentiana
Ludwigia kentiana är en dunörtsväxtart som beskrevs av E.J. Clement. Ludwigia kentiana ingår i släktet ludwigior, och familjen dunörtsväxter. Inga underarter finns listade i Catalogue of Life.